# Constantine (Film)
Constantine ist ein US-amerikanischer Mystery-Thriller nach der Comicserie Hellblazer aus dem Jahr 2005, in dem es um einen Konflikt zwischen Himmel und Hölle geht. Hauptdarsteller sind Keanu Reeves und Rachel Weisz.

## Handlung
Die Polizistin Angela Dodson untersucht den Suizid ihrer als psychisch krank geltenden Zwillingsschwester Isabel. Dabei stößt sie auf den Exorzisten und Kettenraucher John Constantine, der – wörtlich genommen – den Weg zur Hölle und zurück schon beschritten hat. Als Jugendlicher war er durch einen Selbstmordversuch für zwei Minuten im Jenseits. Der Grund für seinen Suizidversuch war, dass er schon als Kind die Fähigkeit besaß, das Walten und Wirken von Engeln und Dämonen auf der Erde wahrzunehmen, weshalb er für verrückt erklärt und mit Elektroschocktherapien drangsaliert wurde. Einem Pakt zufolge, den Gott mit dem Teufel schloss, ist es den Engeln und Dämonen verboten, in die menschliche Dimension einzudringen. Wer gegen dieses Gesetz verstößt, wird von Constantine aufgespürt und in seine Heimatsphäre zurückbefördert.
Constantine, der an weit fortgeschrittenem Lungenkrebs leidet und nur noch etwa ein Jahr zu leben hat, wird vom Erzengel Gabriel und dem unbedarften Taxifahrer Chas bei seinen Aufträgen unterstützt. Mit seinem Kampf gegen die Dämonen will er sich von der Todsünde des Selbstmordes reinwaschen, um nach seinem Tod nicht die Ewigkeit in der Hölle verbringen zu müssen. Seine Taten verhelfen ihm aber bisher nicht in den Himmel, da, so Gabriel, er diese nur aus Eigennutz begeht und nicht aus Selbstlosigkeit. Constantine erkennt allerdings eine Anhäufung von Vergehen gegen das alte Abkommen und erfährt, dass auch Angela und ihre Schwester schon seit ihrer Kindheit die Fähigkeit hatten, Engel und Dämonen zu sehen. Während Angela diese Fähigkeit verleugnete und schließlich ablegte, wurde Isabel Zeit ihres Lebens von Visionen geplagt und ebenso wie Constantine als wahnsinnig abgestempelt.
Gemeinsam und mithilfe zweier kurzer, aber intensiver Abstecher in die Hölle finden John und Angela heraus, dass Mammon, der Sohn des Teufels, hinter Isabel her war, um durch sie einen Weg auf die Erde zu finden und eine Schreckensherrschaft zu errichten, die jene seines Vaters noch übertreffen sollte. Isabel konnte dies durch ihren Selbstmord verhindern, doch dadurch kam ihre Seele in die Hölle und Angela wurde als neues Opfer ausgesucht. Zum Schutz übergibt John ihr ein Amulett, das den Missbrauch ihres Körpers als Pforte für Mammon verhindern soll. Nach einem Kampf mit dem Halbdämon Balthasar verrät dieser, dass Mammon an den Speer des Schicksals gelangen konnte, den der Legionär Longinus einst mit dem Blut Christi getränkt hatte. Mammon benötigt aber nicht nur den Speer, sondern auch göttliche Hilfe, um auf die Welt zu gelangen. Als Angela das Amulett aus Unachtsamkeit ablegt, wird sie von einer unsichtbaren Kraft entführt.
Mithilfe eines auf Neutralität bedachten Voodoo-Geistes und Schamanen namens Papa Midnite verfolgt John die Spur von Mammon und kann so den Aufenthaltsort von Angela bestimmen. Zusammen mit Chas kann er dort Mammon davon abhalten, durch Angelas Körper Einlass in die Menschenwelt zu finden, Chas wird jedoch von einem unsichtbaren Angreifer getötet. Diesen kann Constantine mit seinen Kräften entlarven. Es stellt sich heraus, dass es Gabriel ist, der dem Teufelssohn zur Herrschaft auf Erden verhelfen will. Gabriel empfindet die Menschheit als unwürdig, in das Reich Gottes aufzusteigen. Seiner Meinung nach entwickeln Menschen nur in der Not die dazu notwendige Würde. Deshalb unterstützt er Mammon, um den Menschen diese Not zu bescheren. Als der Erzengel kurz davor ist, Mammon zu befreien, greift John zum äußersten Mittel: Er begeht erneut Selbstmord und wird als einer der wenigen, die je lebend die Hölle verließen, vom Leibhaftigen besucht, der persönlich erscheint, um ihn abzuholen. Als Constantine Luzifer auf Gabriels Verrat hinweist, rettet dieser Angela und schickt Mammon zurück in die Hölle. Gabriel will Luzifer angreifen, was aber misslingt, da Gott ihn nicht mehr unterstützt. Er wird daraufhin zu einem Menschen.
Luzifer gewährt Constantine als Gegenleistung für die Aufdeckung des Komplotts einen letzten Wunsch. Constantine bittet darum, dass Isabels Seele aus der Hölle freigegeben wird, was Luzifer erfüllt. Als Luzifer erkennt, dass Constantines selbstloser Wunsch dessen Eintritt in den Himmel ermöglicht, entscheidet er sich, Constantine am Leben zu lassen, um ihn nicht Gott zu überlassen. Er heilt dessen Verletzungen und entfernt seinen Lungenkrebs, in der Hoffnung, dass Constantine erneut sündigt und damit wieder in die Hölle gelangt. Angela kommt wieder zu Bewusstsein, während Gabriel Constantine auffordert, ihn zu töten. Constantine lehnt dies ab, da Gabriels Strafe darin besteht, als Mensch weiterzuleben und Schmerz zu erfahren. Zur Bekräftigung schlägt er Gabriel ins Gesicht. Anschließend bittet Constantine Angela, den Speer des Schicksals an einem Ort zu verstecken, an dem er nicht mehr gefunden werden kann. Zum Abschluss ersetzt er seine gewohnte Geste des Zigarettenanzündens durch das Einstecken eines Kaugummis.
In einer Post-Credit-Szene besucht Constantine Chas’ Grab und erlebt dort mit, wie dieser zu einem Engel wird und in den Himmel aufsteigt.

## Kritiken
Jürgen Armbruster „Filmstarts“ schrieb: „‚Constantine‘ ist unterm Strich eine angenehme Überraschung. Wer nach Betrachtung der vorab veröffentlichten Bilder ein zweites ‚Van Helsing‘-Desaster erwartet hat, muss und darf sich eines besseren belehren lassen. Eine bestechende Optik, krachende Action und Charaktere mit Kult-Potenzial. Der Film wird ein Hit, keine Frage. Zwar ist ‚Constantine‘ kein absoluter Überflieger, doch Genre-Freunde bekommen, was sie wollen.“
Rüdiger Suchsland schreibt für Film im Bayerischen Fernsehen, der Film biete „durchschnittliche Mystery-Action“, er sei „leidlich unterhaltsam, aber ohne stilistische Stringenz und gedankliche Tiefe, vor allem aber ohne jenen poetischen Überschuss, die solch ein Phantasie-Stück braucht, um auch emotional wirklich zu funktionieren.“ Das Drehbuch bezeichnet er als „durch und durch krude“.
Die Zeitschrift Cinema schrieb, der Film sei ein „etwas langatmiger, aber schön zynischer Okkult-Thriller ohne Comic-übliches Trash-Odeur“.
Für Rochus Wolff von critic.de ändert „Reeves’ Erscheinungsbild nichts daran, dass Constantine insgesamt eine auch visuell sehr dichte Erzählung bietet, die über zwei Stunden nicht langweilig wird – selbst wenn es Fans der Hellblazer-Reihe ein wenig an der Düsternis fehlen wird, für die die Comicbände berühmt sind“.
Die Deutsche Film- und Medienbewertung (FBW) in Wiesbaden verlieh dem Film das Prädikat wertvoll.

## Hintergrund
Constantine ist das Kinodebüt des Musikvideoregisseurs Francis Lawrence (u. a. P.O.D. „Alive“).
Die Geschichte des Films basiert auf Hellblazer von Jamie Delano und Garth Ennis. Die Figur des John Constantine wurde vom Comic-Schreiber Alan Moore für die Serie Swamp Thing (DC-Comics) geschaffen.
Das australische VFX-Studio ESC, das bereits in die Produktion der beiden Fortsetzungen der Matrix-Trilogie mit Keanu Reeves eingebunden war, lieferte einen Teil der umfangreichen visuellen Effekte für Constantine. Dazu gehörten die Animation der Engelsflügel, der Dämon als Krabbeltier (auch bekannt als „Vermin Man“) und das Erscheinen Satans (z. B. die zerbrochene Tür). Die übrigen Dämonen(-erscheinungen) und die Höllenwelten wurden in erster Linie von der Firma Tippett Studio geschaffen, die insbesondere für ihre qualitativen Charakteranimationen bekannt ist. Die Firmen Hydraulx, CIS Hollywood, FuriousFX & HatchFX übernahmen die restlichen Effektsequenzen. Unter den Spezialeffektkünstlern war auch der Oscarpreisträger Allen Hall.
Weltweit spielte der Film bei einem Budget von 100 Mio. Dollar etwa 230 Mio. Dollar ein.

## Trivia
Als John seinem Gehilfen Chas die Anweisung gibt, den Wagen zurückzufahren, um nicht vom Spiegel getroffen zu werden, kann man auf dem Armaturenbrett des Wagens das Buch Satanism and Witchcraft von Jules Michelet erkennen.

## Fortsetzung
Vom 24. Oktober 2014 bis zum 13. Februar 2015 wurde die US-amerikanische Fernsehserie Constantine des Senders NBC ausgestrahlt. Auch sie basiert auf den Hellblazer-Comics von DC Comics.
Im September 2022 wurde die Produktion einer Fortsetzung zum Film angekündigt, für die sowohl Hauptdarsteller Keanu Reeves als auch Regisseur Francis Lawrence zurückkehren werden. Das Drehbuch wurde von Akiva Goldsman geschrieben, der gemeinsam mit J. J. Abrams und Hannah Minghella auch als Produzent fungieren wird.